# Serhiivka, Henicesk
Serhiivka (în ucraineană Сергіївка) este un sat în comuna Rivne din raionul Henicesk, regiunea Herson, Ucraina.

## Demografie
Componența lingvistică a localității Serhiivka
     Ucraineană (87,29%)
     Rusă (12,71%)
Conform recensământului din 2001, majoritatea populației localității Serhiivka era vorbitoare de ucraineană (87,29%), existând în minoritate și vorbitori de rusă (12,71%).